# Намесково
Намесково — опустевшее село в Бежецком районе Тверской области. Входит в Моркиногорское сельское поселение.

## География
Село находится в 14 км на восток от центра поселения села Моркины Горы и в 48 км на юг от районного центра Бежецка.

## История
В 1811 году в селе была построена каменная Троицкая церковь с 3 престолами.
В конце XIX — начале XX века село входило в состав Моркино-Горской волости Бежецкого уезда Тверской губернии. 
С 1929 года село являлось центром Намесковского сельсовета Бежецкого района Бежецкого округа Московской области, с 1935 года — в составе Теблешского района Калининской области, с 1956 года — в составе Шульгинского сельсовета Бежецкого района, с 2005 года — в составе Моркиногорского сельского поселения.

## Население
| 1859 | 2008 | 2010 |
| ---- | ---- | ---- |
| 278  | ↘1   | ↘0   |

## Достопримечательности
В селе расположена недействующая Церковь Троицы Живоначальной (1811).